# Cierre patronal

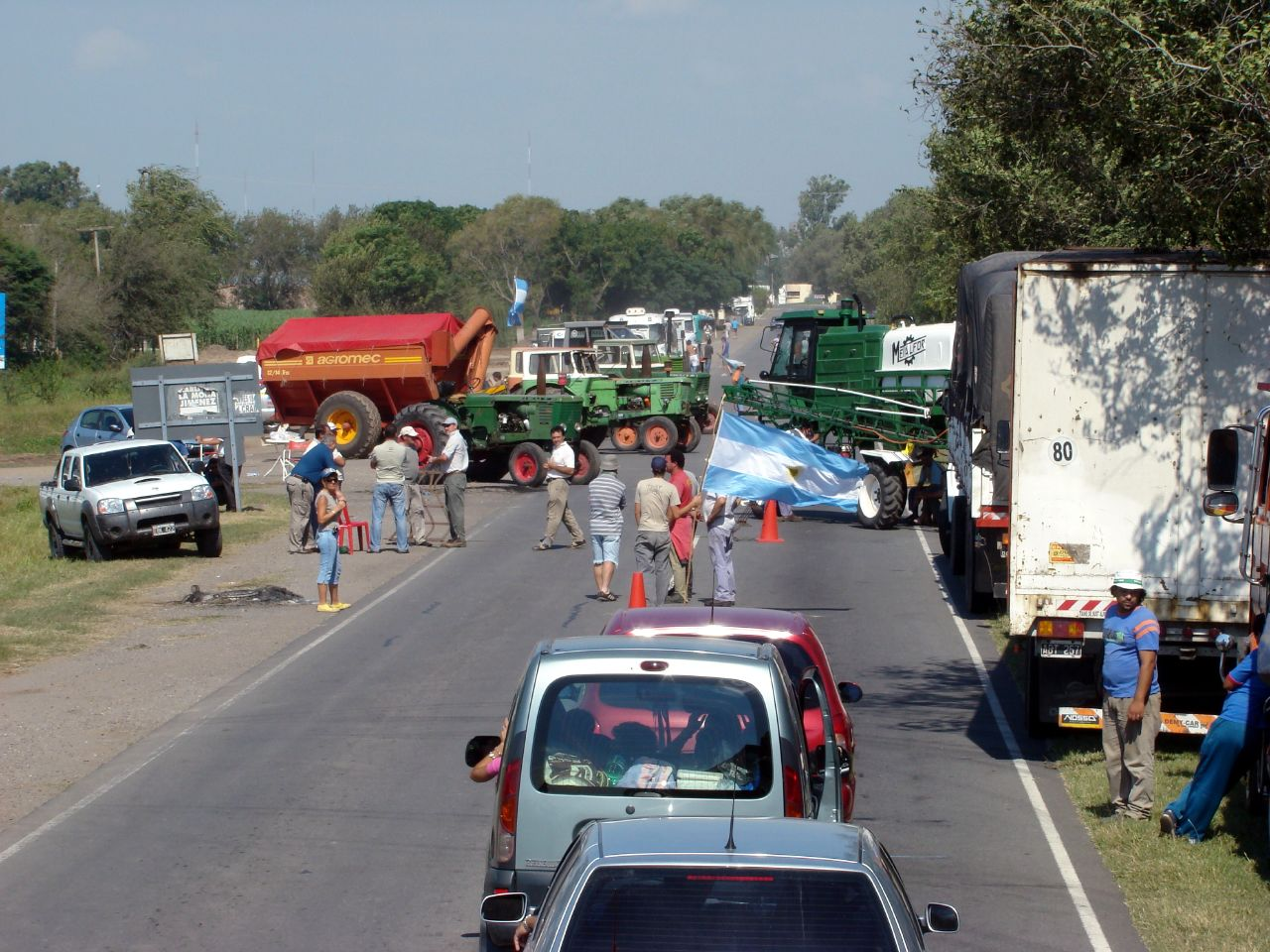
Paro agropecuario patronal en Argentina de 2008.

El cierre o paro patronal, también conocido por su nombre inglés de lockout (literalmente "cerrar y dejar fuera", expresión utilizada en inglés para referirse al apagado o puesta fuera de servicio de una máquina) es una medida de acción directa que consiste en la paralización total o parcial de las actividades de uno o varios establecimientos o actividades económicas, por decisión del empresario o patrón. El cierre patronal puede estar dirigido contra los trabajadores, especialmente los sindicatos, para evadir sus peticiones laborales, o contra el Estado, con el fin de forzarlas a cambiar determinada política pública, o como expresión de descontento contra determinado gobierno.
La Organización Internacional del Trabajo (OIT) ha definido el lockout como "el cierre total o parcial de uno o más lugares de trabajo, o la obstaculización de la actividad normal de los empleados, por uno o más empleadores con la intención de forzar o resistir demandas o expresar quejas, o apoyar a otros empleadores en sus demandas o quejas".

## Historia
En la historia han existido algunos grandes cierres patronales, como el gran cierre patronal australiano de 1929-1930 en la industria minera, que constituyó el conflicto laboral más violento de la historia de Australia; el lockout de los camioneros en Chile, iniciado el 9 de octubre de 1972 que se generalizó a otros sectores y fue decisivo para desencadenar el golpe de Estado que derrocó al presidente Salvador Allende al año siguiente; el lockout de los productores agropecuarios en Argentina declarado a fines de 1975, que debilitó al gobierno de la presidenta María Estela Martínez de Perón.
Más recientemente se han producido cierres patronales en Uruguay, durante 2006, en el que los transportistas reclamaron contra la política implementada por el presidente Tabaré Vázquez, y en Argentina, en 2008, donde los productores rurales cuestionaron los impuestos y otros aspectos de la política agroganadera.
En los Estados Unidos y Canadá, hubo cierres patronales en deportes profesionales. Por ejemplo, los Grandes Ligas de Béisbol tuvo un cierre patronal en el año 1990, y hubo cierres patronales en la National Basketball Association en los años 1995, 1998–99, y 2011. La National Hockey League tuvo un cierre patronal en la temporada 2004–05 que canceló la temporada en su totalidad.

## Regulación por países

### Unión Europea
En la mayoría de los países europeos, esta práctica está prohibida, excepto en caso de fuerza mayor resultando de la imposibilidad material de garantizar la continuidad del trabajo.

#### España
Se suscitan ciertas dudas sobre el reconocimientos constitucional de esta figura en el Derecho español. En la Sección 2.ª, del Capítulo II, del Título I de la Constitución española, concretamente en el art. 37.2. Se reconoce el derecho de los trabajadores y empresarios a adoptar medidas de conflicto colectivo. Al decir el texto constitucional, "se reconoce el derecho a adoptar medidas", se está reconociendo el derecho a realizar acciones dentro de los límites legales, con la finalidad de preservar los bienes jurídicos intactos. Por lo tanto, podremos entender que el cierre patronal tiene un apoyo constitucional y legitimado. Además una mayoría doctrinal y la jurisprudencia apoyan su reconocimiento constitucional por el art. 37.2 CE. 
Se puede definir como una medida de conflicto colectivo de trabajo adoptada por el empresario (ya sea persona física o jurídica) mediante el cese temporal de la actividad de la empresa o centro de trabajo como instrumento de defensa de sus intereses en el ámbito de las relaciones de trabajo, siempre que dicha medida se adopte con el único fin de asegurar la integridad de las personas y los bienes en la esfera de aquella actividad y se cumplan, al mismo tiempo, los requisitos establecidos para su ejercicio.
Vemos pues, al analizar la procedencia del cierre patronal, que no se encuentra entre los derechos fundamentales, sino en la Sección II (De los derechos y deberes de los ciudadanos), del Cap. II, del Título I, consecuencia ésta, por la que no se encuentra con los mismos niveles de protección de los que disfruta el derecho de huelga. 
La STC de 8 de abril de 1981 admite que el cierre patronal admitido es el cierre patronal defensivo, como reacción frente a la huelga, pero no frente a cualquier tipo de huelga, sino a la huelga que se produzca en determinadas circunstancias. 
En España los empresarios podrán proceder al cierre del centro de trabajo, según el art. 12.1 del Real Decreto-Ley 17/1977, de 4 de marzo, cuando concurran las circunstancias siguientes. No es necesario, como ha entendido el Tribunal Supremo, que concurran de manera conjunta, ya que se trata de supuestos autónomos:  
STS 14 de enero de 2000 (Ar. 977) y STS 17 de enero de 2000 (Ar. 1429).
1) Existencia de notorio peligro de violencia para las personas o de daños graves para las cosas. Corresponde al empresario la prueba de la autenticidad de la existencia del notorio peligro de violencia o daño, sin que valgan meras sospechas, ya que, normalmente, las huelgas no son violentas, aunque los ánimos pueden llegar a encresparse en muchos momentos del conflicto. 
Solo puede ser estimado 'lícito' cuando los peligros sean realmente ciertos y graves, y cuando, contra ellos, no pueda actuar el empleador, solo o ayudado por otros mecanismos legales, para evitar la violencia contra las personas o los daños contra las cosas. Consiste, como entiende el Tribunal Supremo, en velar “por la seguridad de la integridad física de las personas y por la salvaguarda de los bienes materiales”. 
STS 14 de enero de 2000 (Ar. 977) y STS 17 de enero de 2000 (Ar. 1429).
2) Ocupación ilegal del centro de trabajo o de cualquiera de sus dependencias, o peligro cierto de que ésta se produzca. La permanencia de los huelguistas en el centro de trabajo o en cualquiera de sus dependencias está prohibida, aunque no exista ánimo de llegar a cometer conductas delictivas por parte de los trabajadores. Sin embargo, esta regulación debe ser objeto de una interpretación restrictiva. Por 'ocupación' hay que entender un ilegal ingreso en los locales o una ilegal negativa de desalojo frente a una legítima orden de abandono; pero no, en cambio, la simple permanencia en los puestos de trabajo. 
Por esta razón, fuera de los casos en que es una decisión aconsejada por la preservación del orden, la interdicción de la ocupación de locales no encuentra una clara justificación. Dicho de otra manera, solo será ilegal este cierre cuando impida la modalidad de huelga lícitamente elegida o el ejercicio de otro derecho como el de reunión.
3) Si el volumen de la inasistencia o irregularidades del trabajo impiden gravemente el proceso normal de producción. Esta causa ha de ser interpretada restrictivamente, ya que puede ser una vía por la cual se proceda al cierre no solo ante huelgas ilegales, sino frente a huelgas que, sin incidir sobre la totalidad del personal de la empresa, y siendo legales, inciden en el proceso normal de producción. 
Por esta razón, la anormalidad ha de ser suficientemente grave e impeditiva del trabajo de la totalidad de los trabajadores (STS 31 de marzo de 2000, Ar. 7403). Ahora bien, incluso en este sentido se requiere una interpretación restrictiva, de manera que no cabe acudir al cierre por esta causa cuando, con dicha medida, se vacíe de contenido o se impida el derecho de huelga, o incluso el derecho al trabajo de los no huelguistas.

#### Francia
En Francia el cierre patronal no está expresamente contemplado ni regulado en la ley, pero ha sido reconocido como derecho por la jurisprudencia, en tanto y en cuánto no sea utilizado para desconocer la libertad sindical de los trabajadores, o imponer condiciones ilegales.

### América Latina

#### Argentina
En Argentina se encuentra regulado por el artículo 158, segunda cláusula del Código Penal. Se contempla una pena privativa de la libertad de un mes a un año para el patrón, empresario o empleado que, por sí o por cuenta de alguien, ejerciere coacción para obligar a otro a tomar parte en un lock-out o huelga patronal.

#### Bolivia
En Bolivia está expresamente autorizado y equiparado en su regulación a la huelga.

#### Chile
En Chile el lockout es un derecho del empleador consagrado en el Código del Trabajo en su artículo 375, a saber:

Art. 353. El cierre temporal de la empresa o lock-out. Acordada la huelga y una vez que esta se hubiere hecho efectiva, el empleador podrá declarar el lock-out o cierre temporal de la empresa, el que podrá ser total o parcial.

Se entenderá por cierre temporal de la empresa el derecho del empleador, iniciada la huelga, a impedir temporalmente el acceso a todos los trabajadores a la empresa, predio o establecimiento.
El cierre temporal es total cuando afecta a todos los trabajadores de la empresa o predio, y es parcial cuando afecta a todos los trabajadores de uno o más establecimientos de una empresa. Para declarar el cierre temporal parcial será necesario que en el establecimiento respectivo haya trabajadores involucrados en el proceso de negociación que lo origine.
Los establecimientos no afectados por el cierre temporal parcial continuarán funcionando normalmente.
En todo caso, el cierre temporal no afectará a los trabajadores a que se refiere el inciso primero del artículo 305.
El cierre temporal no podrá extenderse más allá de los treinta días contados de la fecha en que se hizo efectiva la huelga o del día de su término, cualquiera sea el hecho que ocurra primero.
Lea más: https://leyes-cl.com/codigo_del_trabajo/353.htm

#### Uruguay
En Uruguay se discute si el lockout se encuentra amparado por el artículo 57 de la constitución nacional, aunque sí está expresamente regulado por el artículo 3 de la Ley N.º 13720, que regula el procedimiento para declarar y realizar una huelga.